# 日本橋川
日本桥川（日语：／）是日本東京都千代田區與中央區的一級河川，主流全长4.8公里，下游有「日本道路起源」之稱的日本桥 。
日本橋川在15世纪至17世纪多次進行水利工程，形成当今的流徑。

## 河川資訊
政令指定內容如下。
- 河川级别：一級河川 (1965年指定)
- 流端
  - 上游端： 神田川
  - 下游端： 隅田川
- 水系：一級水系荒川水系 (1965年指定)

## 地理
日本橋川與龜島川同為神田川的支流。
日本橋川在JR水道橋站西口附近、東京都千代田區與文京區交界的小石川橋從神田川分出後，沿著首都高速5號池袋線下方往南至靖國通交差點後轉東南方向。到雉子橋周邊時僅距皇居內堀（清水濠）約30公尺，接著再沿著首都高速都心環狀線高架繼續往東南方前進。在通過神田橋、日本橋、江戶橋等橋樑後，於日本橋水門分出往南的龜島川，並離開首都高高架獨自往東南前進約500公尺左右，最後於中央區永代橋匯入隅田川。

## 歷史
德川家康移封關東後開設江戶幕府，發出天下普請開鑿連通平川（現在的神田川中上游）的神田川。此時，飯田堀（飯田川）三崎橋至堀留橋的區段被填平成陸。
之後，飯田堀成為經濟、運輸、文化的中心。由於全國貨物聚集於此，兩岸形成許多進行商品交易的「河岸」，自上游起分別有鎌倉河岸、裏河岸、西河岸、魚河岸、四日市河岸、末廣河岸、兜河岸、鎧河岸、茅場河岸、北新堀河岸、南新堀河岸。
明治時期，道三堀西半部與外濠（現在的外堀通）被填平，飯田堀成為來往鐵道飯田町站的運河。1903年（明治36年），市區改正事業再次開鑿已被填埋的區間，飯田堀重新連通神田川，成為神田川的支流日本橋川。

## 再开发計劃
由於首都高速道路幾乎完全覆蓋日本橋川影響景觀。對此，民間提出拆除首都高速道路高架並整備周邊環境發展觀光的計畫。但因為成本極高，一直沒有執行。

## 流域途徑行政區劃
东京都
千代田區、中央區

## 支流
- 龟岛川（中央區龜島川靈岸橋起往南）
- 楓川（中央區日本橋兜町往南，現已填平。）

## 橋梁
- 三崎橋
- 小石川橋通架道橋（JR中央本線）
- 新三崎橋
- あいあい橋
- 新川橋（日语：新川橋）
- 堀留橋（日语：堀留橋）
- 南堀留橋
- 俎橋（日语：俎橋）（靖國通）
- 寶田橋（日语：宝田橋）
- 雉子橋（日语：雉子橋）
- 一橋（白山通（日语：白山通り））
- 錦橋（日语：錦橋 (日本橋川)）（明大通）
- 神田橋（日语：神田橋 (日本橋川)）（本鄉通、日比谷通、首都高速神田橋匝道（日语：神田橋出入口））
- 鎌倉橋（日语：鎌倉橋 (日本橋川)）（外堀通（日语：東京都道405号外濠環状線））
- 新常盤橋（江戶通）
- 常磐橋
- 常盤橋（日语：常盤橋 (日本橋川)）
- 一石橋（日语：一石橋）（外堀通）
- 西河岸橋
- 日本橋：（中央通）- 都營淺草線、地下鐵銀座線、東西線日本橋站的站名由來
- 江戶橋（日语：江戸橋 (東京都)）（昭和通）
- 鎧橋（日语：鎧橋）（平成通）
- 茅場橋（新大橋通（日语：東京都道・千葉県道50号東京市川線））
- 湊橋（箱崎湊橋通）
- 豐海橋（日语：豊海橋）

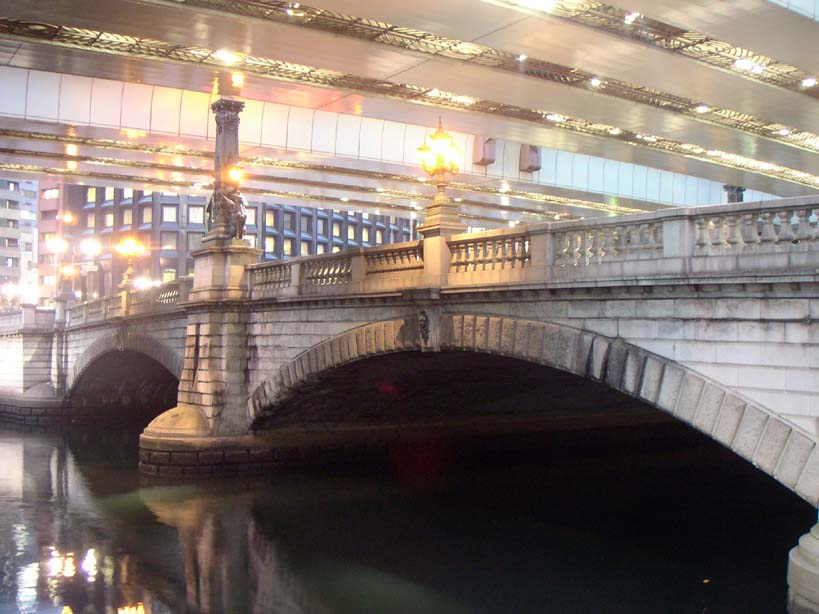
日本桥在日本桥川
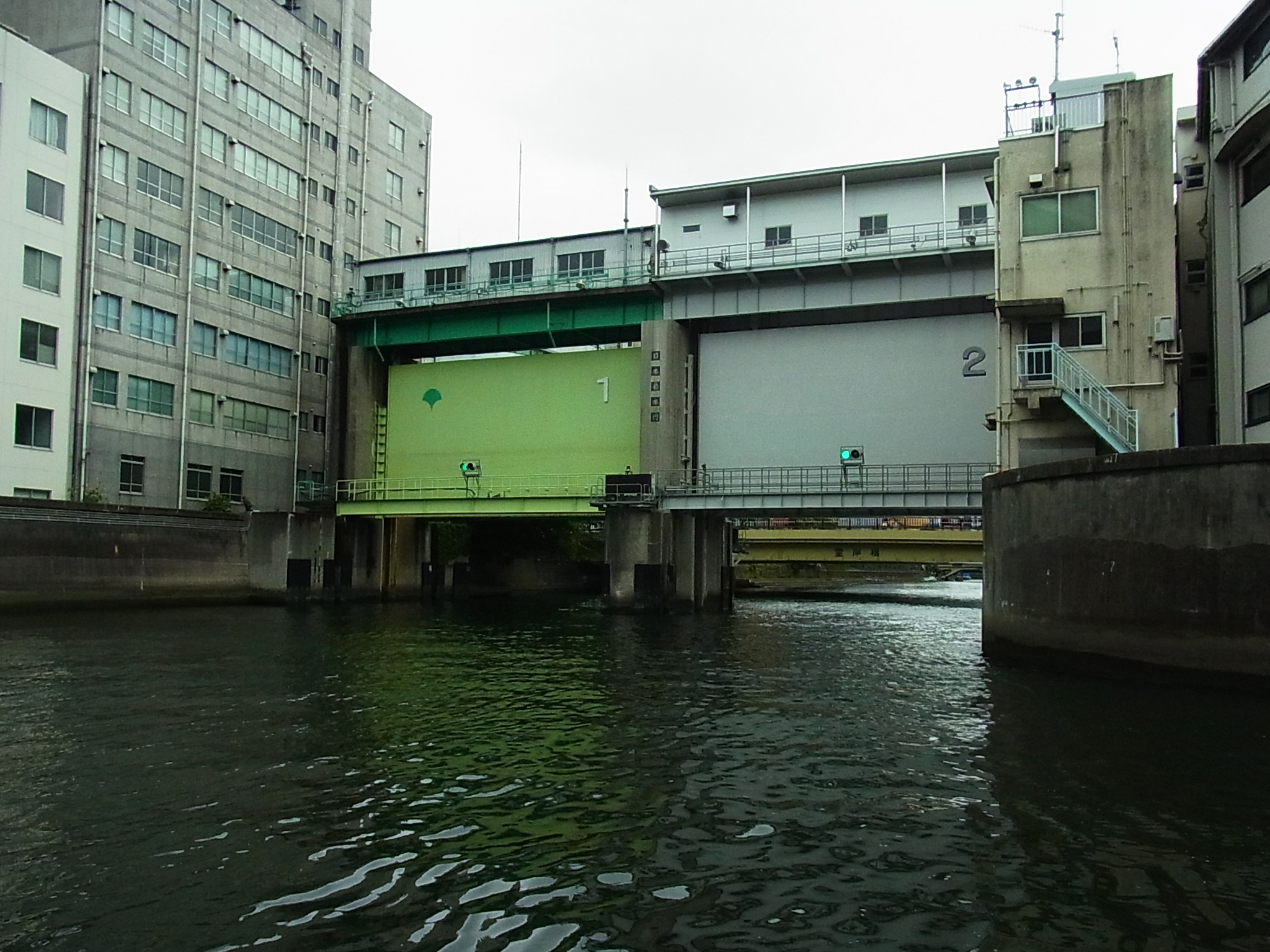
日本桥闸(2011年7月23日拍摄)
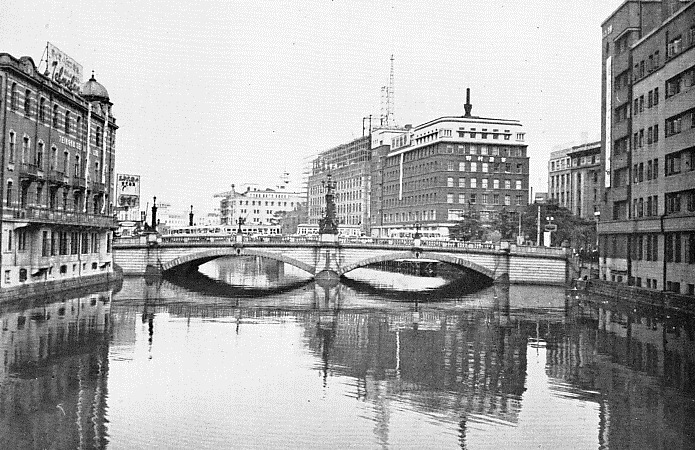
1960年模樣

## 外部連結
- 日本桥川・龟岛川流域联络會 （页面存档备份，存于） -東京都建設局